# Ministerio del Poder Popular para el Ecosocialismo
El Ministerio del Poder Popular para el Ecosocialismo (MINEC), anteriormente llamado Ministerio del Ambiente, es uno de los organismos que conforman el gabinete ejecutivo del gobierno de la República Bolivariana de Venezuela. Este ministerio surge al separarse el Ministerio del Poder Popular para el Ecosocialismo y Aguas, el 14 de junio de 2018; el cual, a su vez, proviene del antiguo Ministerio del Poder Popular para Vivienda, Hábitat y Ecosocialismo.

## Historia
Con la promulgación del Decreto N.º 1.701, de fecha 7 de abril de 2015, a través del cual se creó el Ministerio del Poder Popular para Ecosocialismo y Aguas, se emprendió la reforma de la administración ambiental a nivel nacional. Esta nueva institución, nació con el reto de introducir la conciencia ambiental en el modelo alternativo de desarrollo, diseñado en el Plan de la Patria 2013-2019. También tenía como una de sus tareas principales el suministro de información ambiental al público en general.
Posteriormente, con la promulgación del Decreto Extraordinario N° 6.382, de fecha 15 de junio de 2018, se separó el Ministerio del Poder Popular para el Ecosocialismo y Aguas, y a su vez creó el Ministerio del Poder Popular para el Ecosocialismo (MINEC) y el Ministerio del Poder Popular para la Atención de las Aguas (MINAGUAS), comenzando otra etapa de la reforma de la administración ambiental en el territorio nacional.

## Competencias
Entre sus atributos estaráː
- El ecosocialismo.
- La planificación y la ordenación del territorio.
- Los recursos naturales y la diversidad biológica.
- Los recursos forestales.
- Manejo integral ecosocialista de desechos y residuos.

## Estructura

### Viceministerios[8]
- Viceministerio de Gestión Ecosocialista del Ambiente
- Viceministerio Ecosocialista de Desechos y Residuos

### Entes adscritos
- Fundación Misión Árbol (Misión Árbol)
- Instituto Nacional de Parques (INPARQUES)
- Compañía Nacional de Reforestación (CONARE)
- Instituto Forestal Latinoamericano
- Fundación de Educación Ambiental (FundAmbiente)
- Fundación Nacional de Parques Zoológicos y Acuarios (FUNPZA)
- Empresa Nacional Forestal

## Ministros
| Ministros |                                                                            |             |                      |
| Orden     | Nombre                                                                     | Período     | Presidente           |
| 1         | Arnoldo José Gabaldón Berti                                                | 1977 - 1979 | Carlos Andrés Pérez  |
| 2         | Vinicio Carrera                                                            | 1979 - 1983 | Luis Herrera Campins |
| 3         | Francisco Lara García                                                      | 1983 - 1984 | Luis Herrera Campins |
| 4         | Orlando Castejón                                                           | 1984        | Jaime Lusinchi       |
| 5         | Juan Francisco Otaola Paván                                                | 1984 - 1986 | Jaime Lusinchi       |
| 6         | Guillermo Colmenares Finol                                                 | 1986 - 1988 | Jaime Lusinchi       |
| 7         | José Arnaldo Puigbó Morales                                                | 1988 - 1989 | Jaime Lusinchi       |
| 8         | Enrique Colmenares Finol                                                   | 1989 - 1993 | Carlos Andrés Pérez  |
| 9         | Adalberto Gabaldón                                                         | 1993 - 1994 | Ramón José Velasquez |
| 10        | Roberto Pérez Lecuna Archivado el 16 de agosto de 2016 en Wayback Machine. | 1994 - 1997 | Rafael Caldera       |
| 11        | Rafael Martínez Monró                                                      | 1997 - 1999 | Rafael Caldera       |
| 12        | Atala Uriana                                                               | 1999        | Hugo Chávez          |
| 13        | Jesús Pérez                                                                | 1999 - 2000 | Hugo Chávez          |
| 14        | Ana Elisa Osorio                                                           | 2000 - 2005 | Hugo Chávez          |
| 15        | Jacqueline Faría                                                           | 2005 - 2007 | Hugo Chávez          |
| 16        | Yubiri Ortega                                                              | 2007 - 2010 | Hugo Chávez          |
| 17        | Alejandro Hitcher                                                          | 2010 - 2012 | Hugo Chávez          |
| 18        | Cristóbal Francisco Ortiz                                                  | 2012 - 2013 | Hugo Chávez          |
| 19        | Dante Rivas                                                                | 2013        | Nicolás Maduro       |
| 20        | Miguel Leonardo Rodríguez                                                  | 2013 - 2014 | Nicolás Maduro       |
| 21        | Guillermo Rafael Barreto Esnal                                             | 2015 - 2016 | Nicolás Maduro       |
| 22        | Ernesto Paiva                                                              | 2016 - 2017 | Nicolás Maduro       |
| 23        | Ramón Celestino Velázquez                                                  | 2017 - 2018 | Nicolás Maduro       |
| 24        | Heryck Rangel                                                              | 2018 - 2019 | Nicolás Maduro       |
| 25        | Oswaldo Barbera Gutiérrez                                                  | 2019 - 2021 | Nicolás Maduro       |
| 26        | Josué Alejandro Lorca                                                      | 2021 - 2025 | Nicolás Maduro       |
| 27        | Ricardo Molina                                                             | 2025 -      | Nicolás Maduro       |